# يوبي سوفت كيبك
يوبي سوفت كيبك (بالإنجليزية: Ubisoft Quebec)‏ (بالفرنسية: Ubisoft Québec)‏ ،هي شركة كندية لتطوير ألعاب الفيديو، وهي تابعة لشركته الفرنسية الأم يوبي سوفت ، أسست سنة 2005م في مدينة كيبك الكندية، ويبلغ عدد موظفيه نحو 300 عامل.

## وصلات خارجية
- Ubisoft Quebec's Facebook
- Nouvo St-Roch